# 누에스타 세뇨라 델 발레 대성당

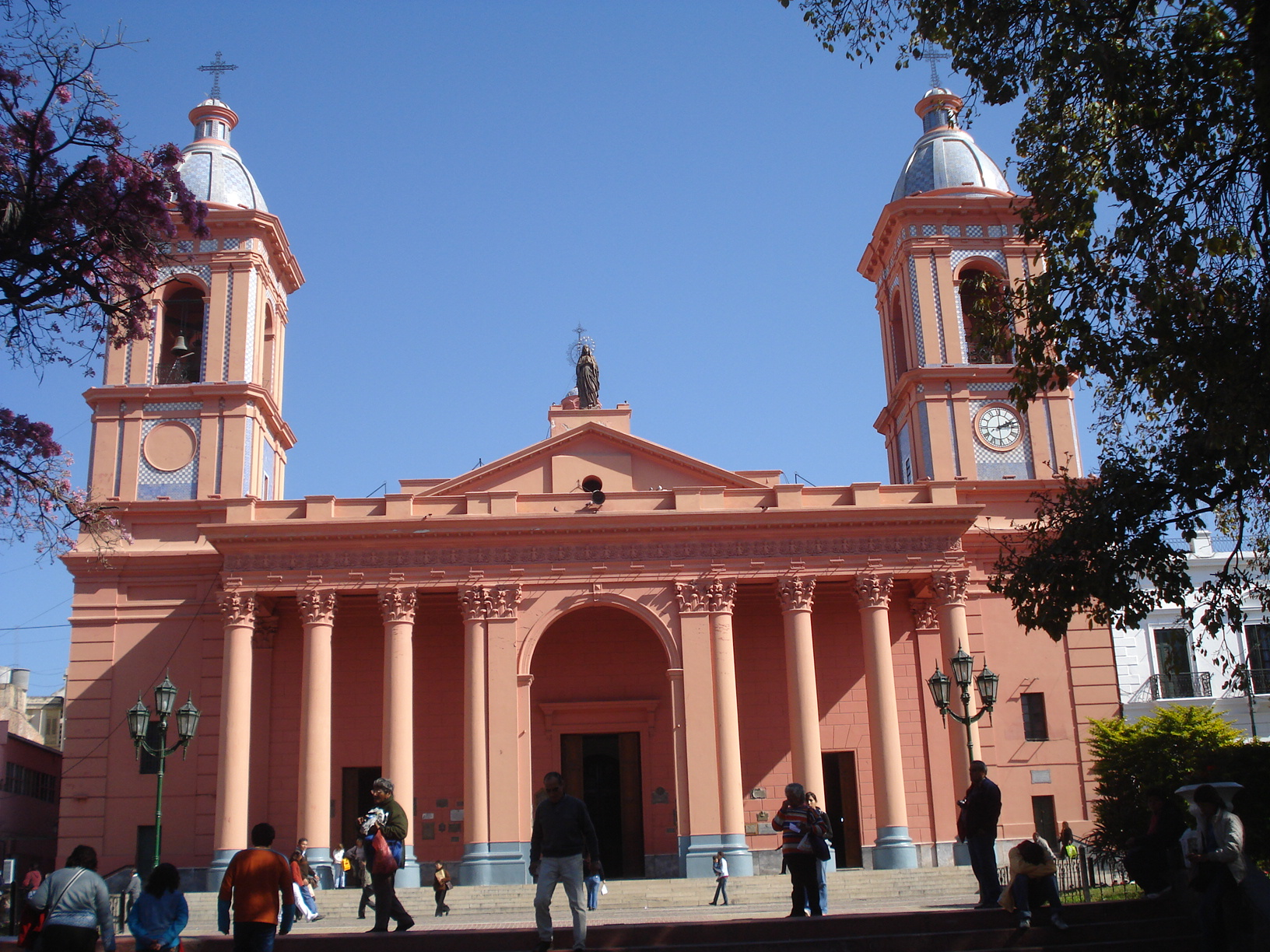
누에스타 세뇨라 델 발레 대성당

누에스타 세뇨라 델 발레 대성당(스페인어: Catedral Basílica de Nuestra Señora del Valle)은 아르헨티나 카타마르카주 산페르난도델바예데카타마르카에 있는 로마 가톨릭교회 대성당이다. 수호 성인은 골짜기의 성모(Virgen del Valle)이며, 내부에는 네이브와 양쪽 끝에 두 개의 경당이 자리잡고 있다. 네이브는 길이 58.5미터, 넓이 9.65미터, 높이 14.65미터이다. 대성당 바닥은 기하학 무늬와 모자이크화로 장식된 대리석으로 만들어졌다. 중앙 제대는 카라라 대리석으로 만들어졌다. 파사드는 양쪽 끝에 두 개의 탑이 달린 형태를 하고 있다. 돔의 높이는 42미터이다.